# Украинцы в Ростовской области
Украи́нцы в Ростовской области (укр. Українці Ростовської області) — одна из крупнейших национальных общин, которая сформировалась исторически и внесла значительный вклад в развитие региона.
Исторически начали расселяться на территории Области Войска Донского (современной Ростовской области), с XVIII века в процессе колонизации и освоения нижнего и среднего Дона.

Область Войска Донского

## История
Территория Северного Кавказа и Нижнего Подонья (Область войска Донского) стала заселяться украинским населением по мере передвижения рубежей государства, с конца XVIII века. Эти национальные контингенты обеспечивали освоение региона, распространение здесь оседлой земледельческой культуры, формировали весь спектр экономики и культуры.
Основной колонизационной силой  выступало казачество — донское, черноморское (запорожцы), екатеринославское, терское, а также многочисленное крестьянство, согласно распоряжениям правительства размещавшееся на приграничных территориях. Одновременно осуществлялась «вольная» колонизация, начиная с последней четверти XVIII в., сюда устремились мощные миграционные потоки выходцев с украинских территорий: Киевщины, Переяславщины, Черниговщины, Среднего Поднепровья, а позднее Слободско-Украинской губернии.
Первые статистические данные о появлении в Донском регионе украинского населения содержатся в материалах V Всероссийской ревизии 1795 года. На территории Области войска Донского к этому времени сформировался значительный контингент украинского сельского населения — 112,7 тыс. чел., что составляло 31,3 % всего населения области.
Х Всероссийская ревизия, проводившаяся перед отменой крепостного права, в 1858 году, выявила многочисленные контингенты украинского населения в Донской и Кубанской областях и значительно меньше украинцев расселилось на Ставрополье — 110,6 тыс. чел. В соответствии с данными первой Всероссийской переписи населения 1897 года на территории Донской области проживало 719,7 тыс. украинцев, что составляло 28,1 % всего населения области.
Украинцы расселились по всей территории Северного Кавказа, их присутствие отмечено во всех округах Области войска Донского. По численности сельского населения украинский контингент занимал первое место среди национальностей в Таганрогском и Донецком округах. В сельской местности Донского округа украинский контингент был наиболее многочисленным.

## Украинизация региона
По первой Всесоюзной переписи 1926 года на Северном Кавказе и в Донской области украинцев проживало больше чем жителей других национальностей в 30 с лишним районах, в которых согласно национальной политике было решено проводить украинизацию.

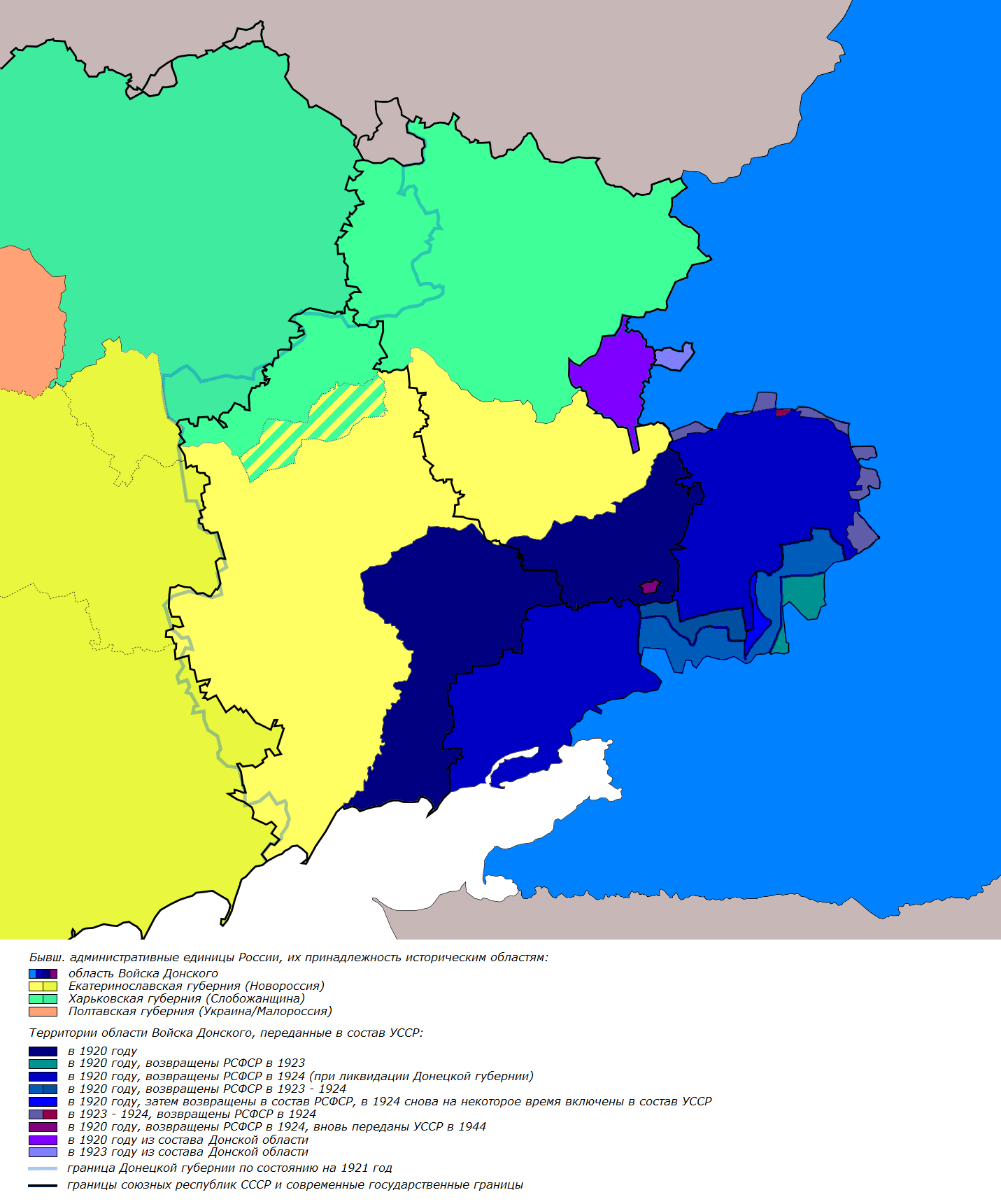
Территории Области Войска Донского, которые в 1920-х годах по национально-территориальному размежеванию переданы в РСФСР и УССР. Таганрогский округ остался в составе РСФСР, несмотря на абсолютное преобладание украинцев (71,4 %) по переписи 1926 года, как и некоторые другие округа

Одним из основных, базисных индикаторов национальной принадлежности является родной язык. Сохранение родного языка является наиболее важным показателем национально-культурной целостности, показателем возможности дальнейшего развития. Отход от своей национальной культуры проявляется в утрате грамотности при использовании родного языка, использовании многочисленных заимствований с других языков, затем идет утрата родного языка, что создает условия размытия национальной самоидентификации. Процесс отхода от собственной национальности протекает тем скорее, чем интенсивнее действуют асcимилляционные факторы. В первой половине 20-х годов на украинское население Северо-Кавказского края влияли общие языковые условия господства русского языка, отмечено массовое употребление украинцами русского языка. По переписи 1926 года 56,8 % украинского населения указало своей родной речью украинский язык.
Начало украинизации на Северном Кавказе и в Донских округах положило краевое собрание секретарей украинских секций при партийных комитетах, состоявшееся в Краснодаре в мае 1925 года. В развитие решений этого собрания и по решениям Северо-Кавказского краевого комитета ВКП (б) с 1926 года началась широкомасштабная работа по украинизации, в первую очередь, в 35 районах края, в которых большинство населения было украинского происхождения. Если до 1925 года в некоторых районах украинизацию понимали только как введение украинского языка в начальных школах, то во второй половине 20-х годов в крае было проведено несколько крупных мероприятий практического характера.
Определены ряд практических условий, которые должны были обеспечить успешное проведение украинизации в крае. К таковым были отнесены: немедленная подготовка квалифицированных кадров, владеющих украинским языком, открытие в крае нескольких техникумов по подготовке преподавателей украинского языка для начальных школ, выпуск краевой и районных газет на украинском языке, овладение украинским языком работниками низовых партийных, советских, хозяйственных органов и перевод районного делопроизводства на украинский язык. В резолюции конференции рекомендовалось активно включать в репертуар культурно-просветительных учреждений мероприятия на украинском языке, выпускать словари и справочники, поддерживать литературные и языковые кружки, фольклорные коллективы. Выступающие подчеркивали важность сохранения связей с Украиной, необходимость организации в крае серьезной научной работы в области языкознания, выпуска литературного и общественно-политического журнала.
Проведение украинизации в Северо-Кавказском крае было рассчитано на три года. Во исполнение этого плана Северо-Кавказский крайком ВКП (б), Крайисполком, Крайсовпроф принимали соответствующие решения. Была организована при Крайисполкоме постоянная комиссия для руководства всей работой по украинизации в Северо-Кавказском крае.

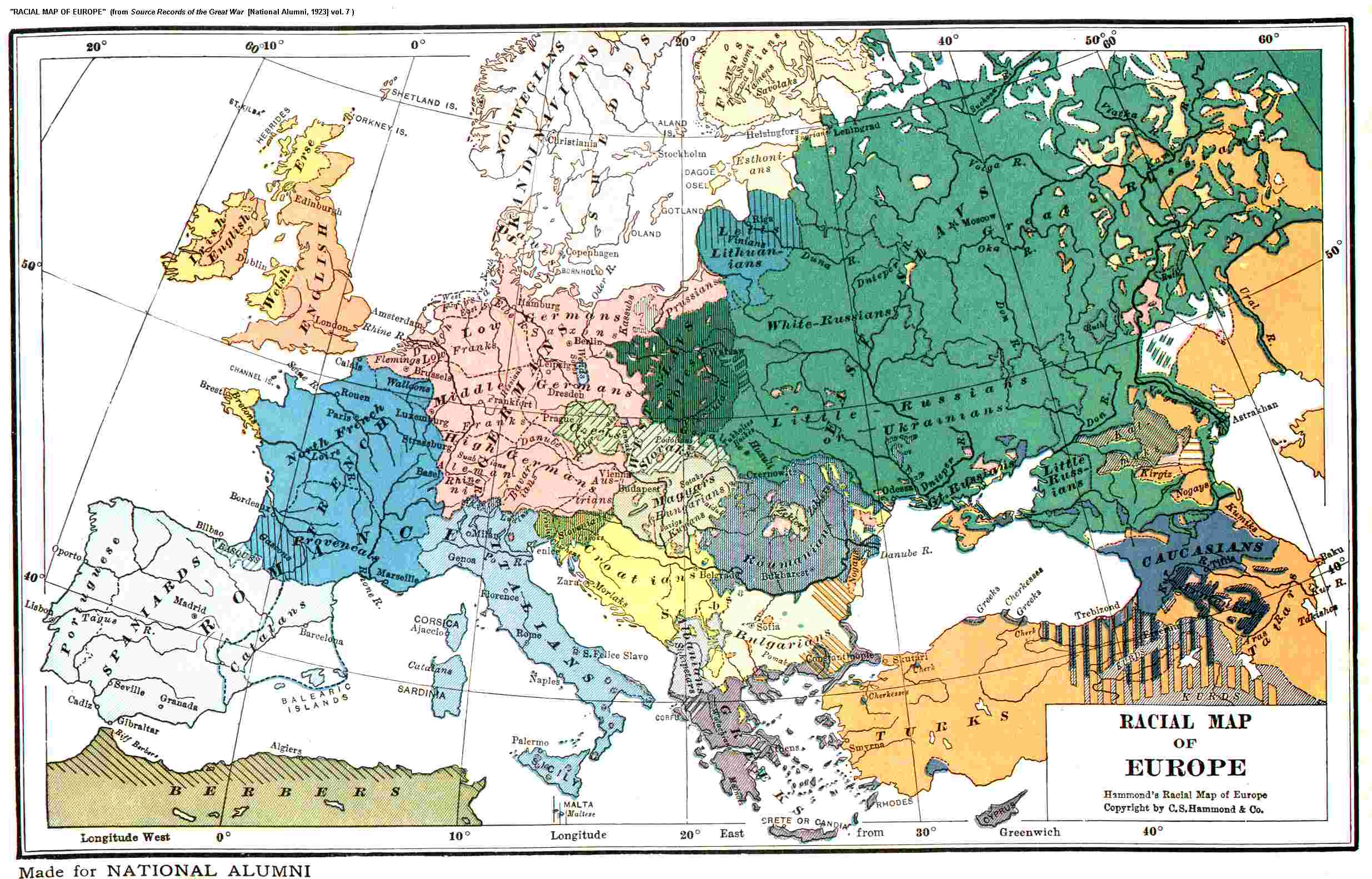
Украинцы (малороссы, англ. "Little Russians") на территории бывшей Области Войска Донского, что явилось основанием для украинизации. Британская этническая карта Европы

В апреле 1926 года начала выходить краевая украинская газета "Червона газета", в декабре 1930 года ее тираж составил 38.000 экземпляров. В Ростове издавался общественно-политический, педагогический и литературно-художественный журнал-месячник "Новым шляхом". На территории края издавалось в начале украинизации 9 районных газет, печатавших фактически все материалы на украинском языке. На Дону такие газеты выходили в Кашарском и Азовском районах. Их распространяли и в соседних районах, где проводилась украинизация. Такие газеты выходили в Ейском и Кущевском районах, значительная часть территории которых находилась в административных границах Ростовского округа.
Школьное обучение в 35 районах Северо-Кавказского края было переведено на украинский язык. На 1930-1931 учебный год таких школ насчитывалось 1200. Примерно в 80 школах также было введено преподавание на украинском языке. Проблему нехватки учительских кадров для украинских школ в основном решали учебные заведения Кубани. Украинский педагогический техникум был открыт в станице Полтавской, в котором обучалось 900 учащихся. Украинские отделения были открыты при Краснодарском педтехникуме и Кубанском рабфаке. Украинознавство преподавали в Таганрогском педтехникуме. Только в 1931 году это издательство выпустило для украинских школ Северного Кавказа свыше 10 различных справочников и учебников, 149 украинских книг общим тиражом около 1 миллиона экземпляров предназначалось для украиноязычных читателей. В Ростове било открыто и Северо-Кавказское отделение Государственного издательства Украины, которое "также выпускало украиноязычную литературу.
Секретариат Северо-Кавказского крайкома партии принимал различные решения, способствовавшие проведению украинизации на территории Северного Кавказа и в Донских округах. Одной из важных сфер государственной поддержки украинизации был культурный сектор с клубами, библиотеками, избами-читальнями, кино, радио, стенными газетами. В районах украинизация проводилась масштабная работа по организации сети кружков и курсов изучения украинского языка. Окружные комитеты принимали решения об обязательном изучении украинского языка работниками окружных, районных и сельских учреждений и введении в делопроизводство украинского языка. Чиновники аппарата, которые уклонялись от изучения украинского языка, привлекались к ответственности по партийной или административной части.

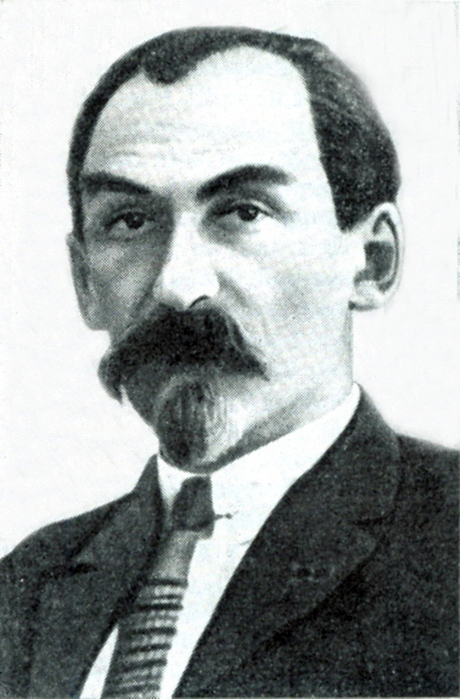
Один из основных авторов-составителей программ украинизации региона А.Н.Скрипник

Успехи украинизации на территории собственно Украины и в регионах Российской Федерации (Северный Кавказ, Донские округа, Центрально-Чернозёмная область и др.) в конечном счете были негативно оценены высшим партийным руководством в Москве. Был резко изменен курс в отношении национальных меньшинств. В декабре 1932 года в адрес ЦК КП (б) Украины и в региональные партийные комитеты, где проходила украинизация, была направлена телеграмма за подписями Сталина и Молотова, в которой украинизация объявлялась непродуманной и вредной кампанией. Местным властям предписывалось "немедленно прекратить украинизацию в районах, перевести все украинизированные газеты, учебники и книги, издания на русский язык и до осени 1933 года подготовить переход школ и преподавание на русский язык".
Вскоре начались обвинения в националистском уклоне людей, которые возглавляли украинизацию. В июле 1933 года один из основных авторов - составитель программ украинизации, нарком народного образования Украины А. Н. Скрипник на заседании Политбюро в Москве был обвинен в националистической деятельности, в "искривлении" политики партии в национальных вопросах. После этого реформатор и инициатор украинизации застрелился. Репрессивная волна прокатилась по партийным и государственным структурам Украины и России в регионах проведения украинизации.
Руководители партийных и государственных органов Северного Кавказа вскоре были объявлены "врагами народа" и репрессированы по многим статьям обвинения, в том числе и за "проведение антинародной национальной политики". Автоматически объявлялись противоправными факты конкретных совместных мероприятий украинских и северокавказских организаторов украинизации. Фактически объявлялись вредными и запрещенными всякие творческие и другие культурно-просветительские и национальные связи между Украиной и районами России с украинским населением.
Таким образом, украинизация на Северном Кавказе не получила своего логического завершения. Более того, в 1933 году было совершено массовое насилие над сельским населением Юга России. К спровоцированному властями голоду прибавились многочисленные депортации на север и в Сибирь местного сельского населения. Наиболее массовые выселения произошли в центрах сельской украинизации. К этому следует добавить, что в ходе ликвидации последствий украинизации серьезно пострадали творческие организации украинских писателей, работавших в Ростове, Краснодаре и в некоторых других местах.

## Демографическая статистика
Распределение населения Области Войска Донского по родному языку по данным переписи 1897 года:
| Округ            | русский | украинский | немецкий | калмыцкий | армянский | еврейский |
| ---------------- | ------- | ---------- | -------- | --------- | --------- | --------- |
| Область в целом  | 66,8 %  | 28,1 %     | 1,4 %    | 1,3 %     | 1,1 %     | …         |
| Донецкий         | 60,0 %  | 38,9 %     | …        | …         | …         | …         |
| Донской 1-й      | 86,6 %  | 11,6 %     | …        | …         | …         | …         |
| Донской 2-й      | 89,6 %  | 8,7 %      | …        | …         | …         | …         |
| Ростовский       | 53,3 %  | 33,6 %     | 1,0 %    | …         | 6,9 %     | 3,3 %     |
| Сальский         | 32,1 %  | 29,3 %     | 1,0 %    | 36,8 %    | …         | …         |
| Таганрогский     | 31,7 %  | 61,7 %     | 4,6 %    | …         | …         | …         |
| Усть-Медведицкий | 87,0 %  | 10,6 %     | 2,0 %    | …         | …         | …         |
| Хопёрский        | 92,8 %  | 6,8 %      | …        | …         | …         | …         |
| Черкасский       | 78,9 %  | 18,9 %     | …        | …         | …         | …         |

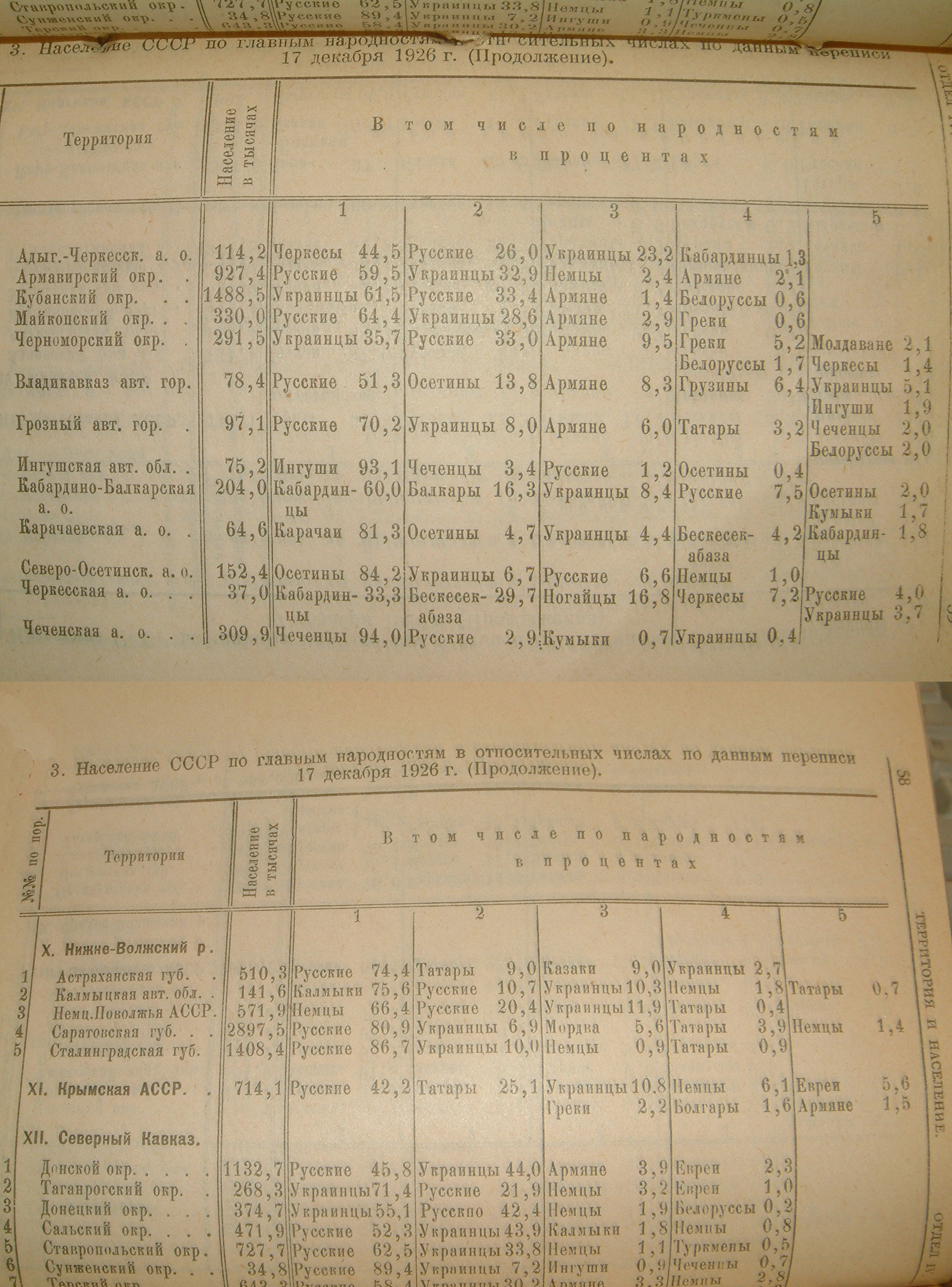
Перепись населения 1926 года в СССР. Украинцы составляют 71,4 % в Таганрогском и 44,0 % в Донском округах. Значительный процент на Кубани, Ставропольщине и других регионах Северного Кавказа

По данным переписи населения СССР 1926 года национальный состав состав Северо-Кавказского края :
| национальность | численность | %       |
| -------------- | ----------- | ------- |
| русские        | 3 841 063   | 46,2 %  |
| украинцы       | 3 106 852   | 37,4 %  |
| чеченцы        | 296 282     | 3,6 %   |
| армяне         | 162 186     | 1,9 %   |
| осетины        | 155 400     | 1,87 %  |
| кабардинцы     | 139 689     | 1,68 %  |
| немцы          | 93 915      | 1,13 %  |
| ингуши         | 72 043      | 0,86 %  |
| черкесы        | 64 031      | 0,77 %  |
| карачаевцы     | 55 068      | 0,66 %  |
| другие         | …           | …       |
| всего          | 8 307 934   | 100,0 % |

Согласно данным Всесоюзной переписи в 1926 году национальный состав Донского округа (адм. центр Ростов-на-Дону): русские — 519 355 чел. (45,8 %), украинцы — 498 287 (44,0 %), армяне — 44 504 (3,9 %), евреи — 27 164 (2,3 %), белорусы — 11 555, немцы — 8 216.
Население Таганрогского округа (адм. центр Таганрог) в 1926 году составляло 267,5 тыс. человек, большинство составляли украинцы — 71,4 %; русские — 21,9 %; немцы — 3,2 %; евреи — 1,0 %.
Население Донецкого округа (адм. центр Миллерово) в 1926 году составляло 374,6 тыс. человек: украинцы — 55,1%; русские — 42,5%; немцы — 1,9%.
В зависимости от этнической среды украинцами использовались модели межкультурного взаимодействия с целью сохранения своего этнокультурного своеобразия. Таким образом, процессы в среде украинских переселенцев завершились унификацией традиционно-бытовой культуры, способствуя внутриэтнической консолидации и полной интеграции украинского населения в местную среду.